# St. Georg (Seebergen)

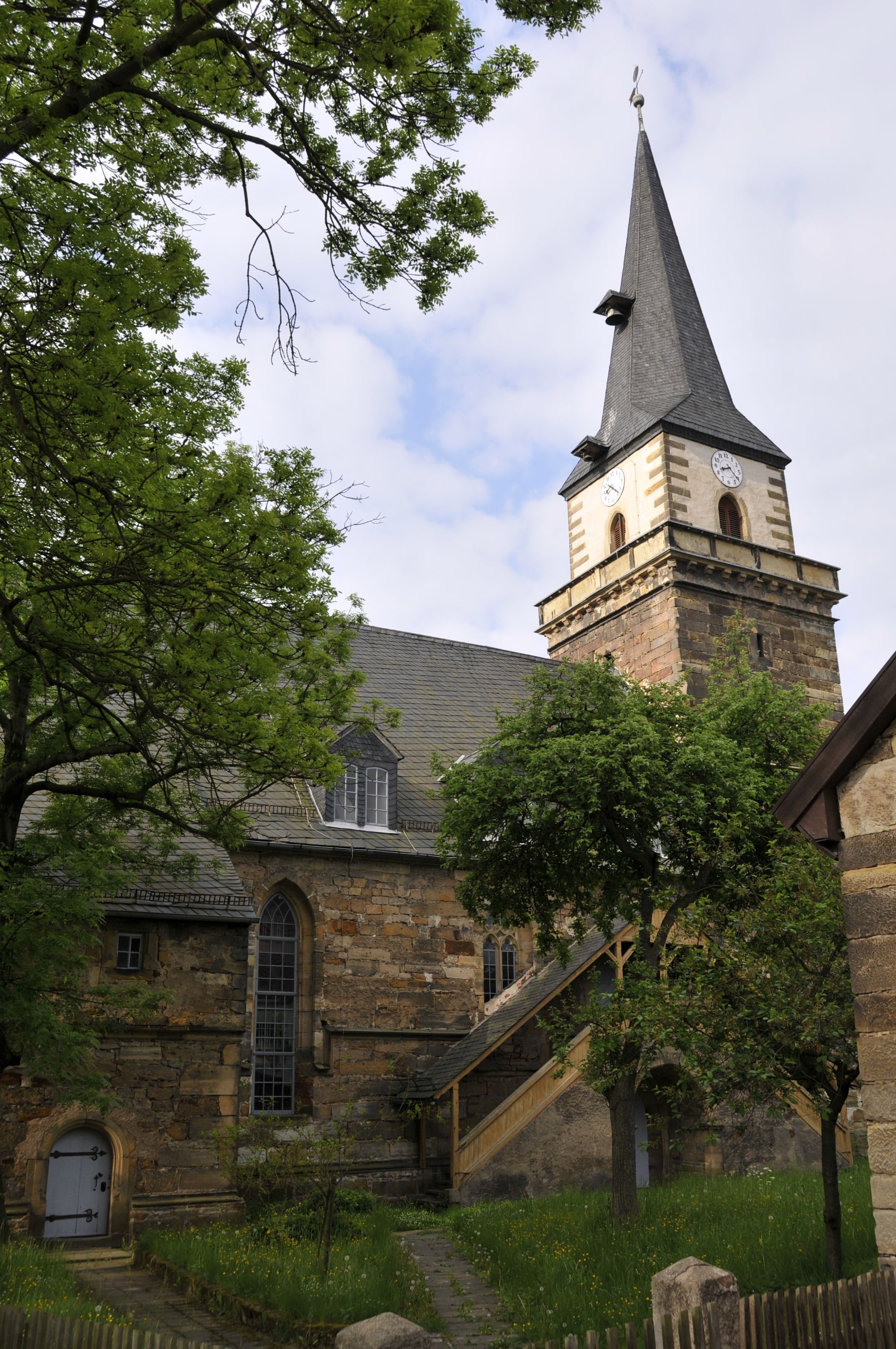
Nordseite der Kirche mit Emporenaufgang

St. Georg ist eine evangelische Saalkirche in Seebergen. Zum Kirchengemeindeverband Seebergen gehören die Kirchgemei nden Cobstädt, Günthersleben, Seebergen und Tüttleben.

## Baugeschichte
Zahlreiche behauene Steine, die wiederverwendet wurden, lassen aufgrund ihrer Bearbeitung und Form vermuten, dass der Kirche ein romanischer Vorgängerbau voranging. Archäologische Untersuchungen weisen darauf hin, dass zunächst der Turm und der Chor und an ihn das Kirchenschiff errichtet wurde.
Die Kirche wurde von 1511 bis 1587 unter Verwendung des Seeberger Sandsteins errichtet. Am 11. Juni 1610, wenige Jahre nach der Fertigstellung der Kirche, beschädigte ein Brand die Kirche schwer. Vermutlich wurden das Dach und die Innenausstattung vernichtet, was heute noch in Spuren im Turm erkennbar ist. Die Kirche wurde schon ein Jahr später von Grund auf restauriert, mit Putz und neuen Wandmalereien versehen. Die neue Ausstattung erfolgte im Renaissance-Stil. Eine Wandinschrift und die Jahreszahl 1611 über dem Bogen der Turmtür im Inneren der Kirche bekunden dies.

## Ausstattung

### Kirchturm
Ihr über 40 m hoher Kirchturm verfügt über ein achteckiges Helmdach sowie eine umlaufende Wehrgalerie und eine außen hängende Schlagglocke.
Der Turm birgt drei Glocken. Für Kriegszwecke wurden 1917 zwei der damaligen Glocken eingeschmolzen. Die kleine Glocke wurde im gleichen Jahr an die Kirche in Sundhausen bei Bad Langensalza verkauft. Die Glockengießerei in Apolda goss daraufhin 1920 drei neue Glocken im Eisenhartgussverfahren. Nachdem 2001 die Lebensdauer der Glocken erreicht war, wurde das Geläut nicht mehr betätigt. Lediglich die kleine Schlagglocke rief die Gläubigen zum Gebet. Anlässlich einer Festwoche im Juli 2011 zum Gedenken des 500-Jahr-Jubiläums der Kirche wurde ein neues Geläut in den Turm eingebracht, die Sundhausener Glocke kommt im Tausch wieder zurück. Die Einführung und das erstmalige Erklingen der Glocken fand am 11. September 2011, am Tag des offenen Denkmals, statt. Die alten Glocken stehen nun auf dem Kirchhof in der Nähe des Eingangsportals. Geplant ist im Weiteren die Restaurierung des Glockenstuhls.

### Kirchhofsmauer
Die zinnenbewehrte Kirchhofsmauer ist von einigen Pforten durchbrochen, die bei Gefahr verbarrikadiert werden konnten. Die Mauer hat außerdem Schießscharten und Kragsteine, die auf die Wehrhaftigkeit der Kirche hinweisen.

### Emporen
Im  Kircheninneren sind an den Brüstungsfeldern der beiden Emporengalerien aus dem 17. Jahrhundert 60 biblische Szenen angebracht. Die farbintensiven Malereien in Leimfarbentechnik an den Emporen und dem Kanzelkorb stellen Szenen aus dem Alten und dem Neuen Testament dar. Sie sind ein Werk des Gothaer Malers Michael Käseweiß. Die Gemälde sind auf das Jahr 1625 zu datieren. Die Kanzel ist erst seit 1900 an ihrem Platz. Von 1995 bis 1999 wurden die Malereien erneuert.

### Orgel
Die Orgel, die zusammen mit der Orgelempore eingebaut wurde, ist aus dem Jahr 1822. Sie ist ein Werk des Orgelbaumeisters Ernst Ludwig Hesse aus Dachwig und gilt als größte erhaltene Orgel und letztes Werk aus seiner Werkstatt. Die 1917 zu Kriegszwecken abgegebenen 68 zinnernern Prospektpfeifen wurden 1925 durch Zinkpfeifen ersetzt. Von 2001 bis zum 18. April 2004 erfolgte eine Restaurierung durch die Firma Orgelbau Waltershausen, um ihre Klangfülle wiederherzustellen. die Zinkpfeifen wurden durch Zinnpfeifen ersetzt, das Orgelgehäuse gereinigt und die Orgelregister neu intoniert.

### Sonstige Ausstattung
- Altar
- Kanzel aus dem 17. Jahrhundert. Sie wurde nach dem Einbau des neuen Terrazzo-Fußbodens im Chorraum im Jahre 1900 an den heutigen Standort umgesetzt. Sie könnte ursprünglich Teil eines Kanzelaltars gewesen sein.
- ein Pastorenbildnis aus dem 18. Jahrhundert

## Kirchhof

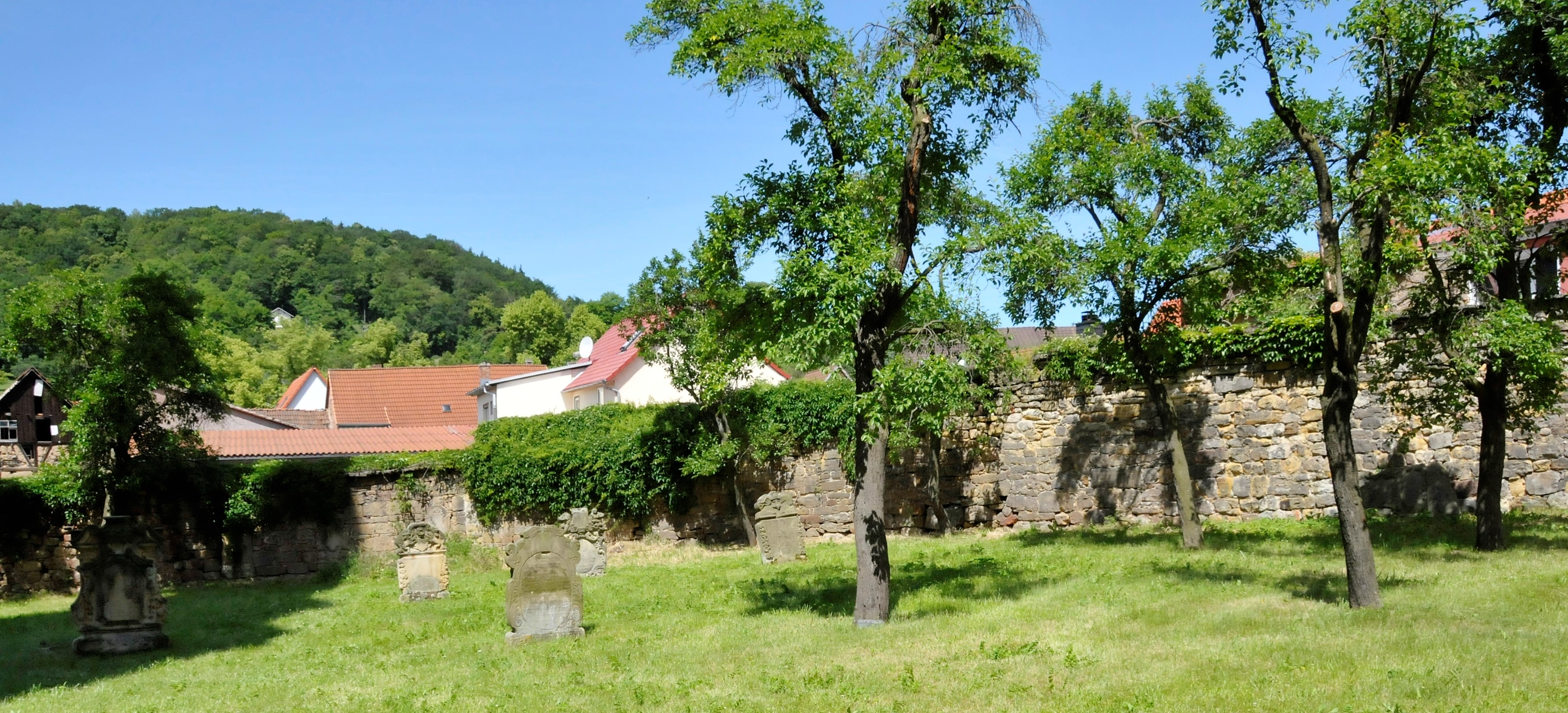
Blick zur Friedhofsmauer
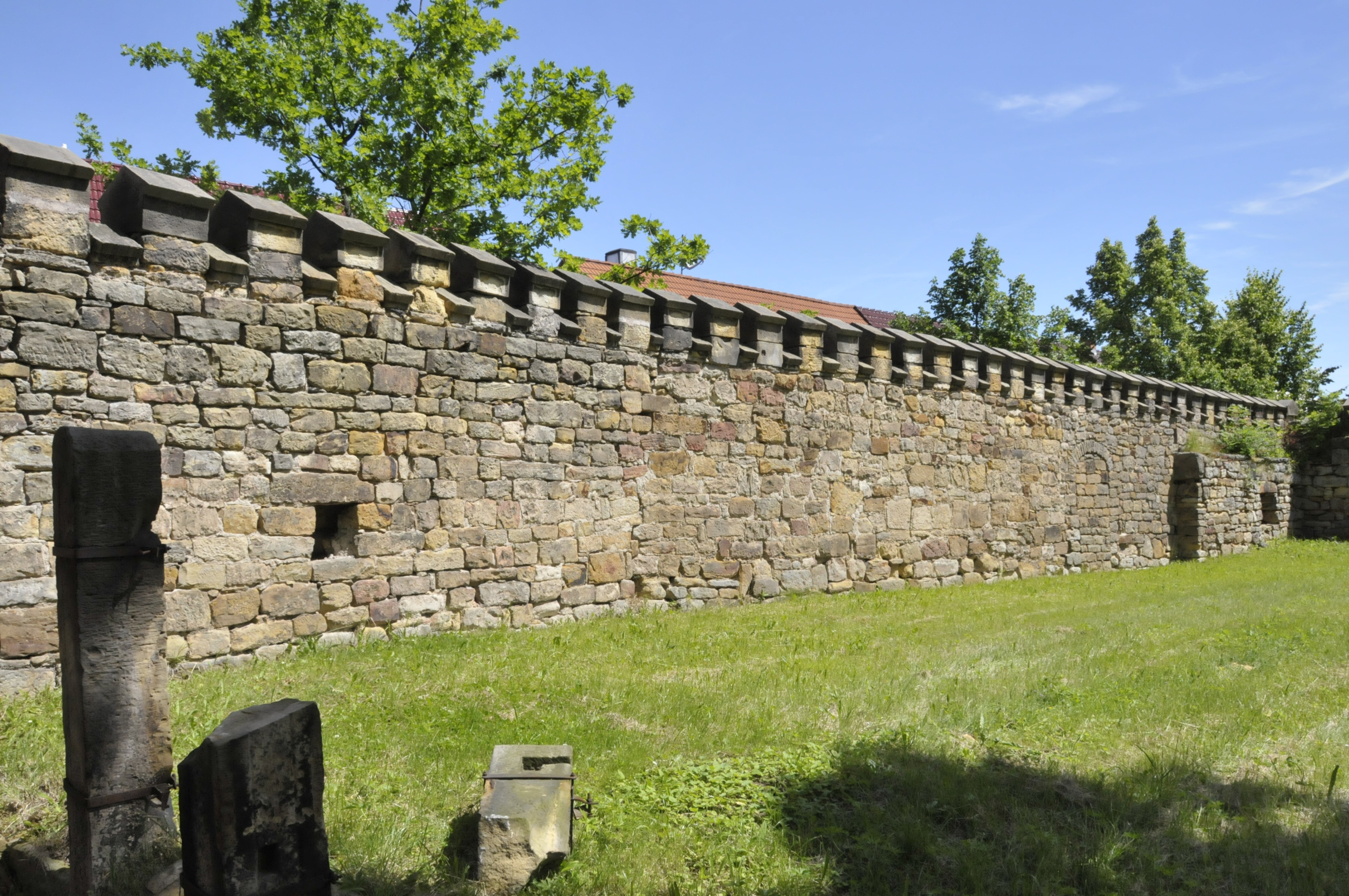
Die Wehrmauer
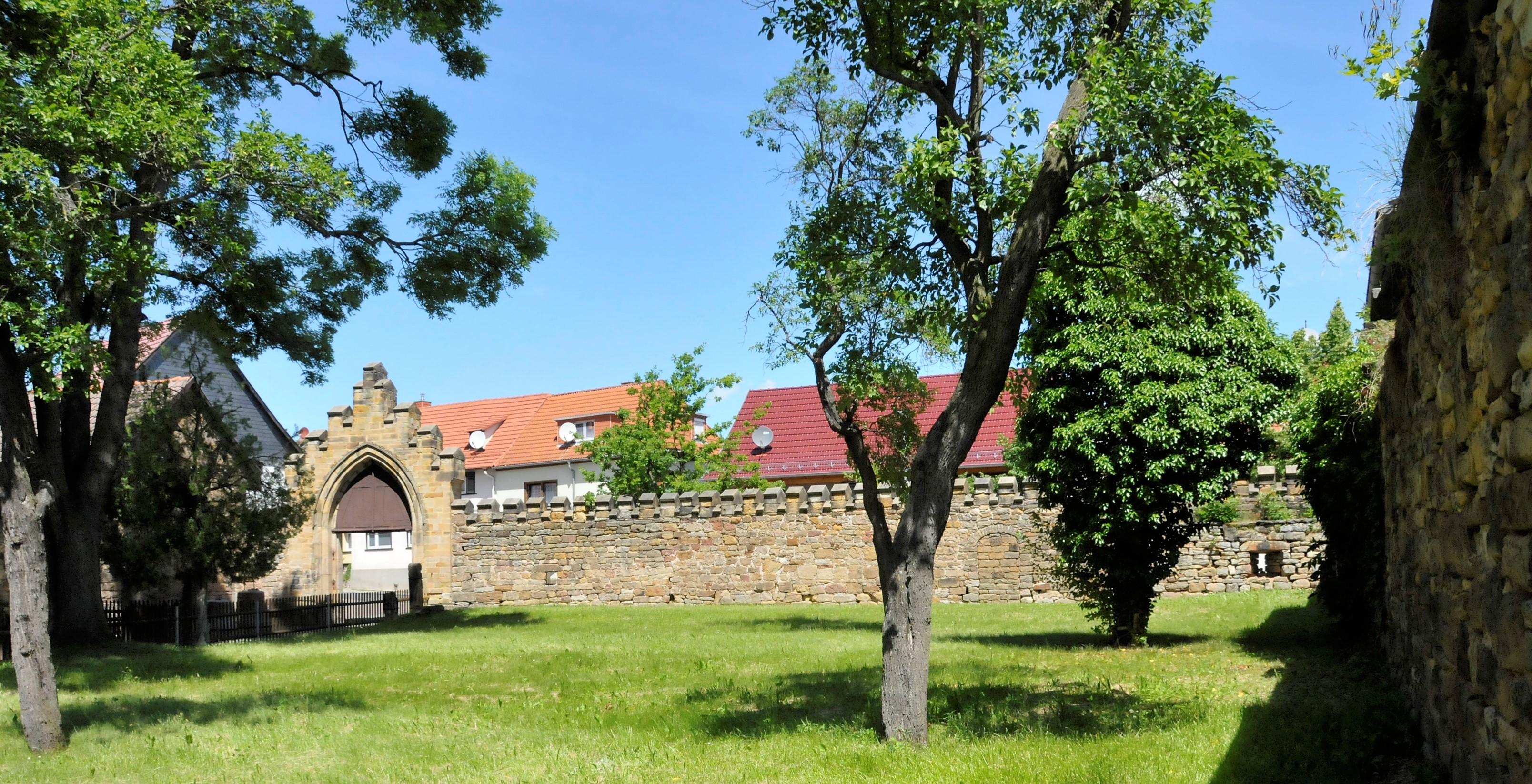
Die Wehrmauer

Die Kirche und der ehem. Friedhof werden von einer teilweise zinnenbewehrten  Wehranlage umgeben, die zum Teil aus dem 16. Jahrhundert stammt und im Norden ein spitzbogiges Eingangstor verfügt. 
Zahlreiche Sandsteingrabmale, datierend aus dem 7. und 18. Jahrhundert, schmücken den ehem. Friedhof, an ursprünglichen Orten, an der Mauer abgelegt oder eingemauert. Darunter das Grabmal für Maria Dorothea Dürrfeldt, geb. Rohbock, eine 1722 im Kindbett verstorbene junge Frau. Das Grabmal wurde vermutlich von ihrem Ehemann, dem Bildhauer Johann Nicolaus Dürrfeldt, geschaffen.
Im Jahre 1891 wurde der "Gottesacker" geschlossen und der neue Friedhof an der Wanderslebener Straße (Flurname "Kreuzerhügel") angelegt. Hier hat auch Gustav Leutelt (1860–1947), der Heimatdichter des Isergebirges, seine letzte Ruhestätte. Die "Leutelt-Gesellschaft" aus Neugablonz kümmert sich um die Pflege des Gedenksteins.
Seebergen ist Mittelpunkt des Kirchspiels, das auch noch die Pfarren Cobstädt, Tüttleben und Günthersleben einschließt.

## Galerie

Bilder der Kirche
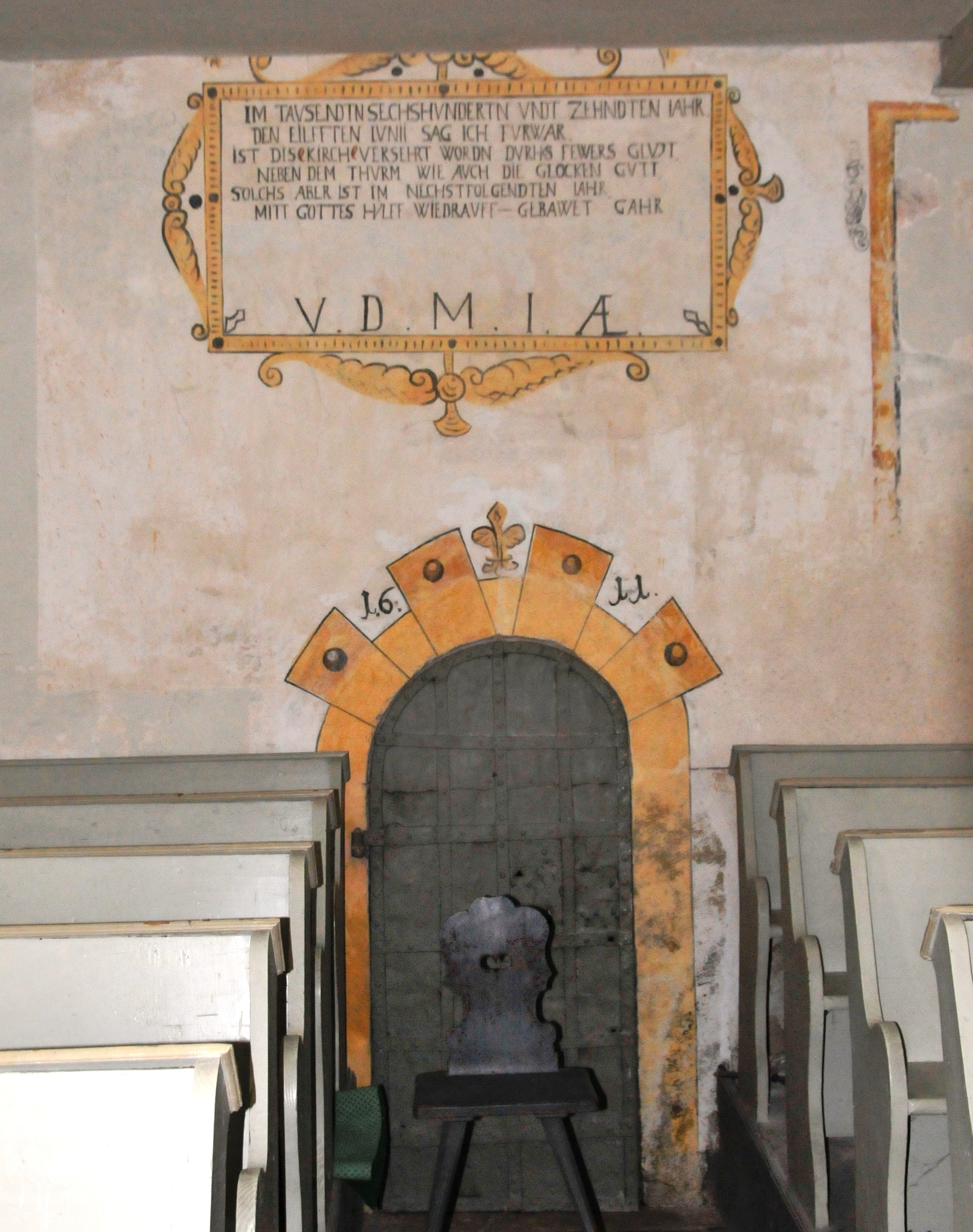
Die Inschrift von 1611 am unteren Turmaufgang belegt die Jahreszahl zum 500. Jubiläum nach dem Wiederaufbau
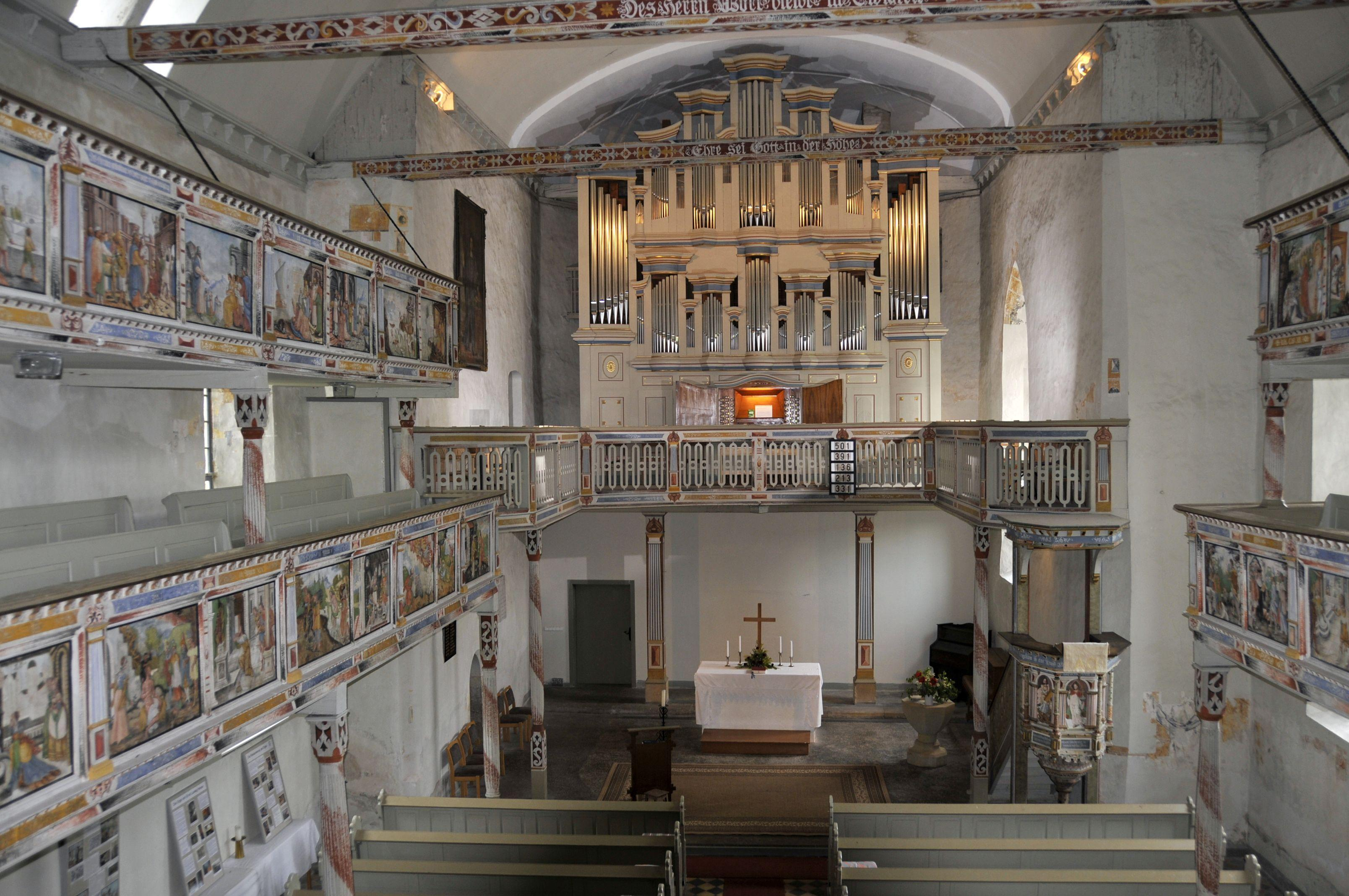
Kircheninneres mit Orgel
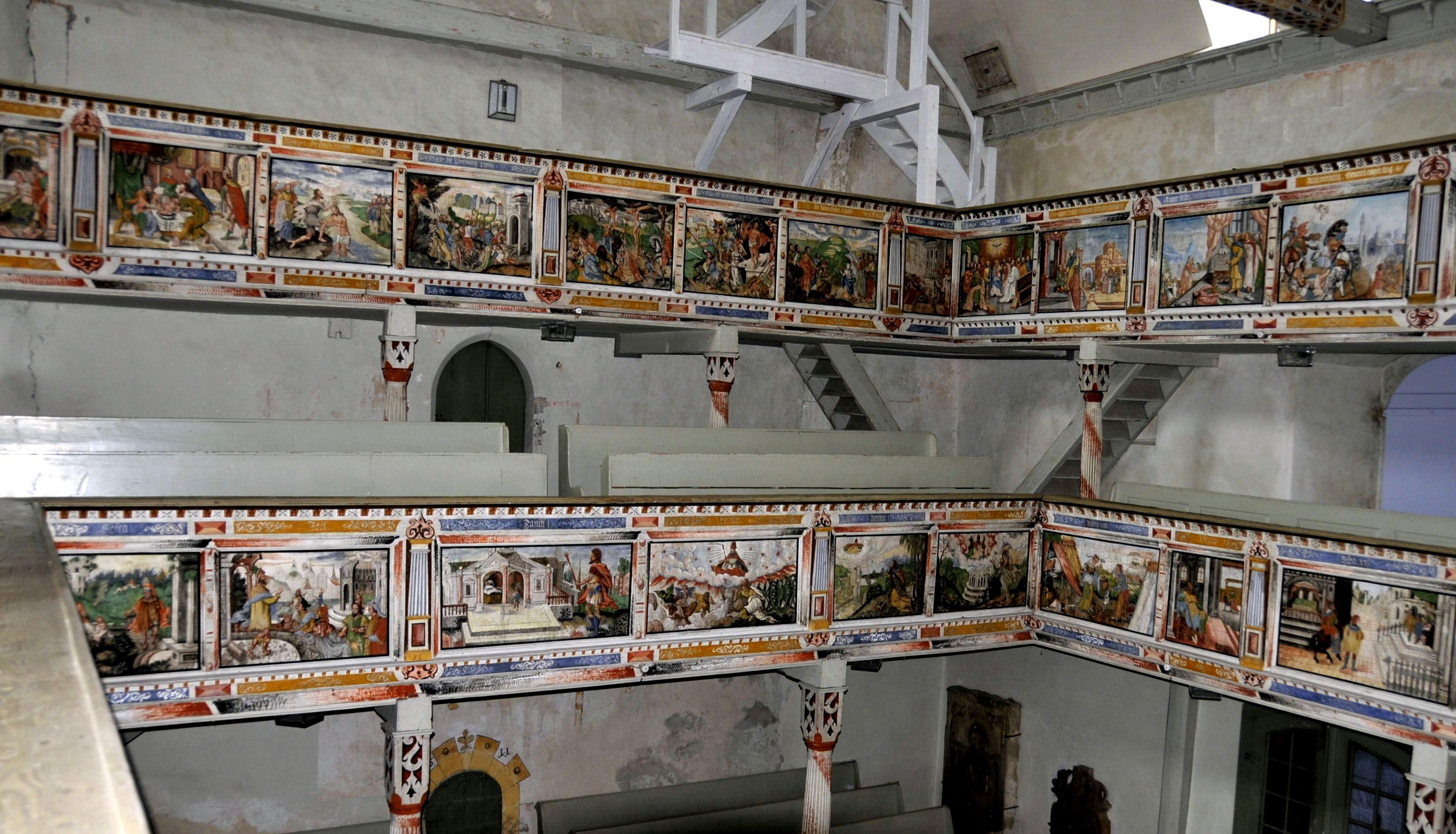
Malereien an den Emporen
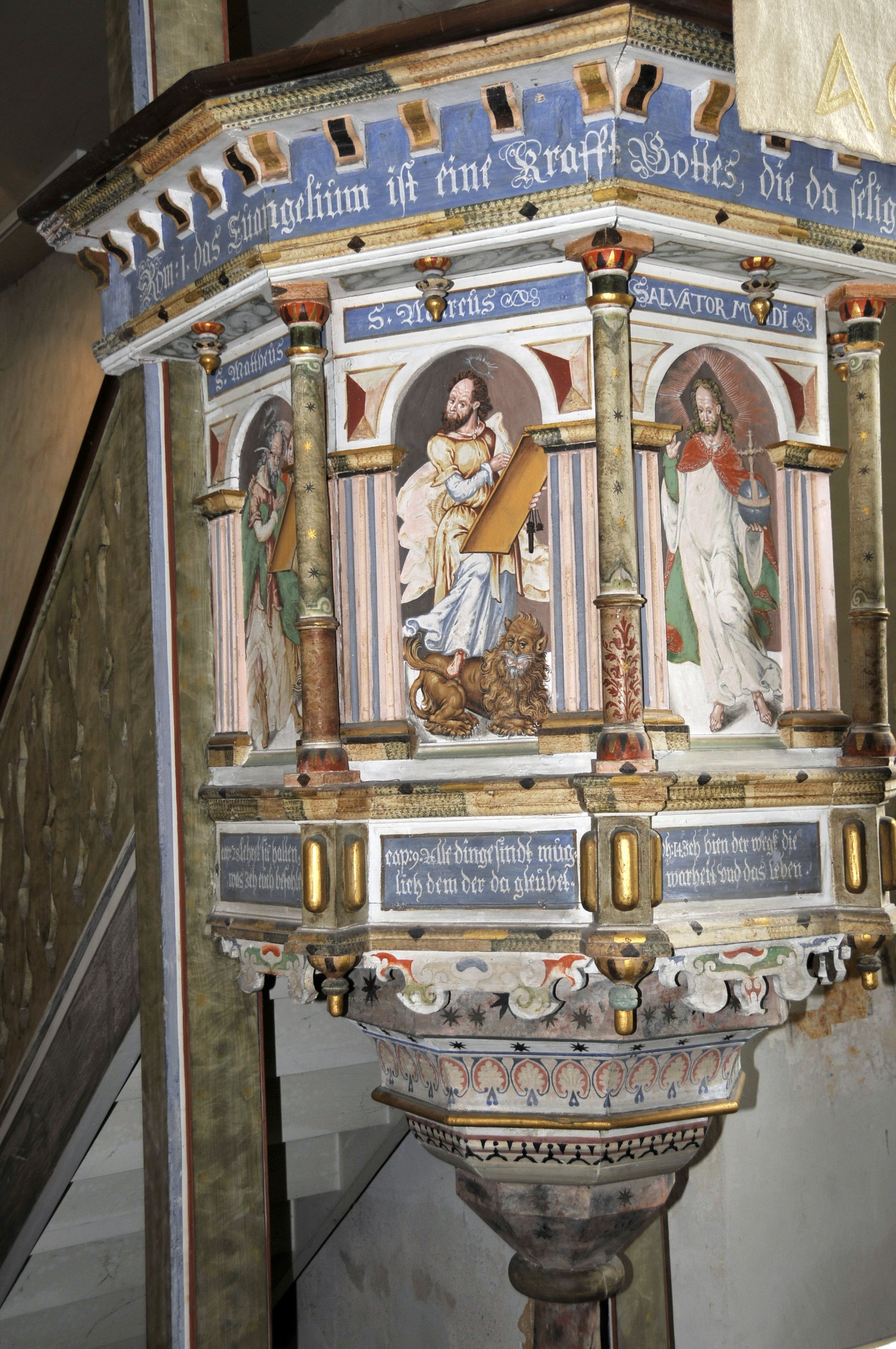
Kanzel
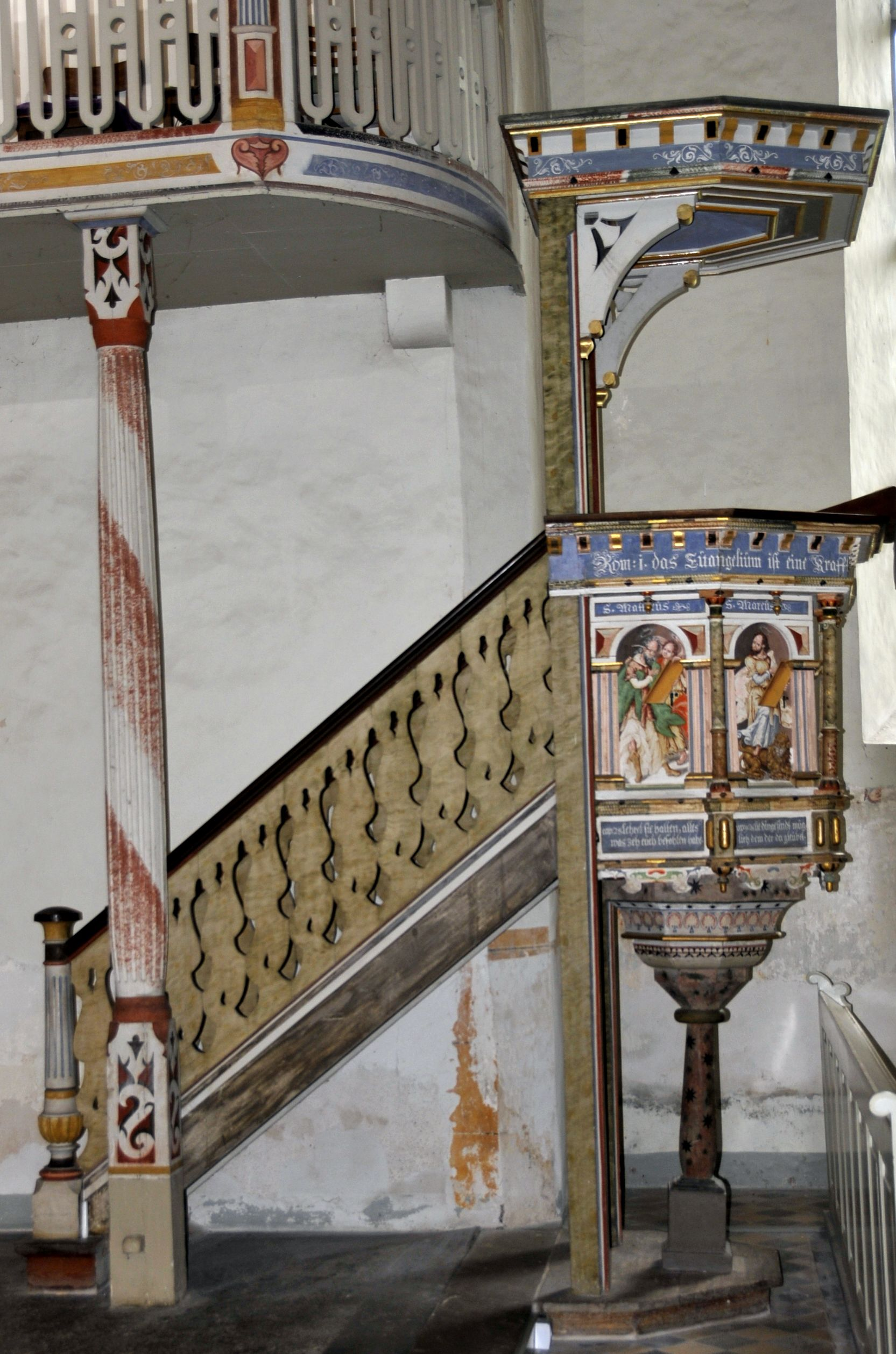
Kanzel mit Treppenaufgang
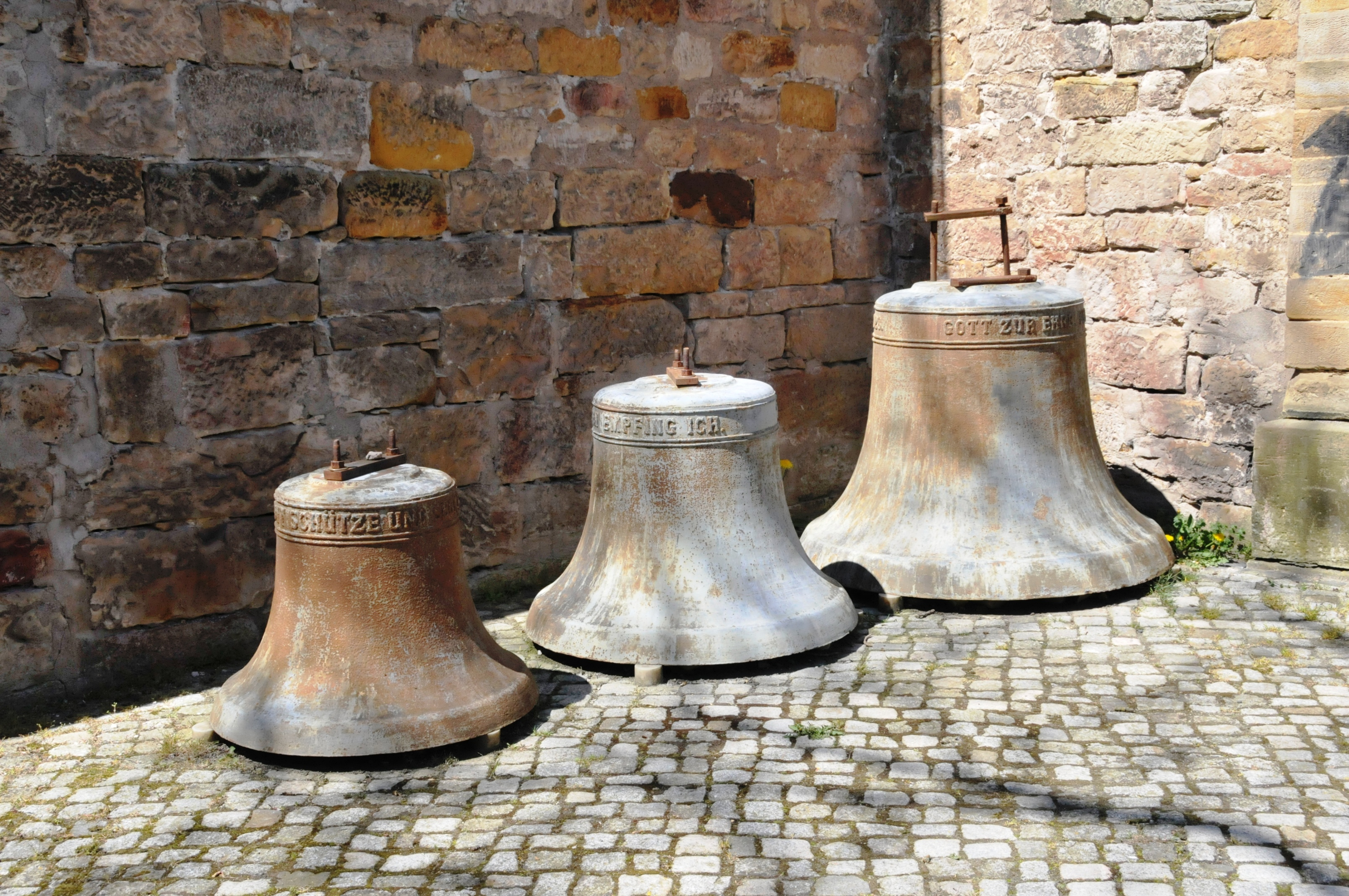
Drei alte Glocken auf dem Kirchhof